# Идумеи
Идумеи, едомитяне или эдомитяне, — семитский этнос Идумеи (Эдома). Согласно Библии (Быт. 25:30), считаются потомками Исава (брата Иакова), прозванного Едомом. Имя идумеев встречается на ассирийских памятниках, где оно в клинописи читается как «удуми» или «удуму». Обитали в Негеве и Северном Синае, говорили на эдомитском языке. В книге Второзакония особенно подчеркивается родство идумеев и евреев (Втор. 23:7). Обособленной группой идумеев были амаликитяне.

## История
В период своего расцвета идумеи были настолько сильны, что могли выставлять войско численностью до 20000 человек. Не чужды они были и культурного развития, как показывают немалочисленные развалины городов их области, с храмами и гробницами, особенно в Петре, их столице.
Идумеи были покорены войском царя Давида (согласно традиционной хронологии, около середины X в. до н. э.) под предводительством Иоава. Часть идумеев бежала в Египет и приняли подданство фараона в земле Фаран. Идумейский царевич Адер женился на сестре жены фараона. После смерти царя Давида Адер возвратился в землю свою (3Цар. 11:14—25). В итоге, самостоятельность Идумеи была потеряна и они стали данниками Израиля вплоть до царствования Иорама Иудейского (4Цар. 8, 2Пар. 21:8-10), когда Идумея снова обрела независимость.
Вместе с вавилонянами идумеи участвовали в осаде и разрушении Иерусалима (586 г. до н. э.) и к концу VI в. до н. э. овладели частью Южного Израиля.
С образованием Набатейского царства (конец III в. до н. э.) большая часть территории Идумеи вошла в его состав.
В конце II века до н. э. западные идумеи были завоёваны и насильственно обращены в иудаизм царём Иудеи Иоанном Гирканом I из династии Хасмонеев.
В I веке до н. э. идумей Ирод по решению Рима стал царём Иудеи. Он истребил род Хасмонеев и основал новую правящую династию.
Окончательно сошли с исторической арены после разрушения римлянами Иерусалима (70 г. н. э.) и превращения окружающих территорий в римские провинции.
В 106 г. н. э. Идумея потеряла статус вассального царства, значительная часть её территории вошла в состав римской провинции Аравия. После этого её государственность никогда не восстанавливалась, перестало существовать и само название Идумея.

## Идумейские города
Библия содержит упоминания следующих идумейских городов (Быт. 36:31—39):
- Дингава[англ.][1]
- Авиф[англ.][2]
- Пау (Идумея)[англ.][3]

## Антиидумейские проклятия в Библии
Согласно Библии, потомки Иакова (прозванного Израилем после победы над ангелом) должны одержать победу над Едомом, и потомкам Исава-зверолова суждено исчезнуть:
- «За то, так говорит Господь Бог: простру руку Мою на Едома и истреблю у него людей и скот, и сделаю его пустынею; от Фемана до Дедана все падут от меча». (Иез. 25:13)
- «И совершу мщение Моё над Едомом рукою народа Моего Израиля; а они будут действовать в Идумее по Моему гневу и Моему негодованию, и узнают мщение Моё, говорит Господь Бог». (Иез. 25:14)
- «Чтобы они овладели остатком Едома и всеми народами, между которыми возвестится имя Моё, говорит Господь, творящий всё сие». (Амос. 9:12)
- «И дом Иакова будет огнём и дом Иосифа — пламенем, а дом Исава соломою, зажгут его и истребят его, и никого не останется из дома Исава, ибо Господь сказал это». (Авд. 1:18)